# Ocalaria cohabita
Ocalaria cohabita là một loài bướm đêm trong họ Noctuidae.